# MIP Smyk
MIP Smyk – polski motoszybowiec doświadczalny, został zaprojektowany w 1936 roku przez trzech studentów Sekcji Lotniczej Wydziału Mechanicznego Politechniki Warszawskiej: Ludwika Moczarskiego, Jana Idźkowskiego i Jerzego Płoszajskiego (akronim MIP pochodzi od pierwszych liter nazwisk konstruktorów).

## Historia
Motoszybowiec był pracą dyplomową realizowaną w czasie studiów na Politechnice. Specyfikacja maszyny powstała w Katedrze Budowy Płatowców i Mechaniki Lotów pod kierunkiem prof. Gustawa A. Mokrzyckiego. Zakładała budowę motoszybowca o jak najlepszych osiągach. Zakładając użycie do napędu maszyny silnika małej mocy wymagane osiągi miały być uzyskane dzięki zaprojektowaniu jak najlepszego kształtu aerodynamicznego. Wykonano próby makiety aparatu w tunelu aerodynamicznym Instytutu Aerodynamicznego Politechniki. Testy potwierdziły bardzo dobrą charakterystykę motoszybowca. 
Prototyp zbudowano w Harcerskich Warsztatach Szybowcowych, mieszczących się przy lotnisku lotnisku mokotowskim w Warszawie. Budowa została sfinansowana przez Ligę Obrony Powietrznej Państwa. Motoszybowiec o znakach rejestracyjnych SP-834, pilotowany przez Aleksandra Onoszko swój pierwszy lot (i dwa kolejne tego samego dnia) wykonał 1 października 1937 roku. Pierwsze loty motoszybowiec wykonywał z podwoziem w pozycji zablokowanej, mechanizm chowania podwozia został wypróbowany Do wybuchu II wojny światowej maszyna wykonała wiele lotów po Polsce, za jej sterami zasiadał inżynier Jan Idźkowski. 
Płatowiec zgłoszono do udziału w konkursie rozpisanym przez LOPP na samolot słabosilnikowy-motoszybowiec z przeznaczeniem do szkolenia szybowników na maszyny silnikowe. W konkursie tym pierwsze miejsce zajął motoszybowiec "Bąk" projektu inż. Antoniego Kocjana.
We wrześniu 1939 roku motoszybowiec spłonął w zbombardowanych warsztatach harcerskich na Polu Mokotowskim. Przygotowywany był również drugi prototyp z mocniejszym silnikiem jednak wybuch wojny pokrzyżował te plany.

## Konstrukcja
Smyk pomimo tego, że był motoszybowcem posiadał sylwetkę typowego samolotu o klasycznym usterzeniu. Wyróżniającą go wśród innych polskich konstrukcji dwudziestolecia międzywojennego cechą było chowane w kadłubie podwozie, którego nie posiadały żadne inne samoloty z tego okresu. Była to konstrukcja całkowicie drewniana z wolnonośnym, dwudźwigarowym płatem zbudowanym jako jedna całość, w jego środkowej części zamontowany był zbiornik paliwa. Kadłub o eliptycznym przekroju pokryty był sklejką. Po obu stronach kadłuba, pod kabiną pilota znajdowały się wnęki do którego chowane było podwozie (składane do tyłu), zakrywane podczas lotu pokrywami z blachy duralowej, z której wykonano również pokrywę silnika. Podwozie główne dwugoleniowe, amortyzowane oraz umieszczona z tyłu kadłuba płoza ogonowa. Dwucylindrowy, chłodzony cieczą, szeregowy silnik dwusuwowy Scott Flying Squirrel S-2 o mocy 20 KM napędzający dwułopatowe, drewniane śmigło. Stateczniki poziomy i pionowy pokryty sklejką, natomiast stery płótnem. Dolna część kadłuba stanowiąca przedłużenie steru kierunku była wykonana z blachy duralowej, którą można było demontować w celu naprawienia bądź konserwacji sterów. Osłona kabiny pilota była jednocześnie krawędzią natarcia płata przy kadłubie, zdejmowana w całości podczas wchodzenia i wychodzenia z kabiny.